# Jean-Michel Veranneman de Watervliet
Jean-Michel Veranneman de Watervliet (* 11. Juli 1947 in Brügge; † 14. Oktober 2018 in Hermalle-sous-Argenteau) war ein belgischer Diplomat.

## Leben
Jean-Michel Veranneman wuchs in Belgien und Portugal. Er studierte am Institut d’études politiques de Paris und der Université Libre de Bruxelles, wo er Bachelor der Soziologie wurde, an der flämischen Vrije Universiteit Brussel erwarb er einen Abschluss in Journalismus. Außerdem absolvierte er ein Praktikumssemester bei der Europäischen Kommission in Brüssel.
Nachdem er beim Ardennes Chasseur Regiment der belgischen Armee zum Offizier befördert worden war, trat er 1976 in den auswärtigen Dienst ein. Er war in Bonn, Brasília, La Paz, dem UN-Hauptquartier und der Ständigen Vertretung bei der EU in Brüssel akkreditiert. Er war Exequatur als Generalkonsul in São Paulo, Brasilien.
Er schrieb u. a. Bücher über portugiesische Auswanderung, Geschichte Afrikas und das Thema des souveränen Nationalstaates.
Veranneman de Watervliet war verheiratet und Vater von drei Kindern. Er sprach fließend Französisch, Niederländisch, Englisch und Portugiesisch. Zudem sprach er Spanisch und Deutsch und ein wenig Italienisch und Hebräisch.